# Duy-ma-cật sở thuyết kinh
Duy-ma-cật sở thuyết kinh (tiếng Phạn: विमलकीर्तिनिर्देशसूत्र, tiếng Tạng tiêu chuẩn: འཕགས་པ་དྲི་མ་མེད་པར་གྲགས་པས་བསྟན་པ་ཞེས་བྱ་བ་མདོ།, Vimalakīrti Nirdeśa Sūtra, tiếng Trung: 維摩詰所說經) là một tác phẩm quan trọng của Phật giáo Đại thừa, có ảnh hưởng rất lớn đến nền Phật giáo tại Trung Quốc, Việt Nam và Nhật Bản. Kinh xuất hiện khoảng thế kỉ thứ 2, mang tên của Duy-ma-cật (tiếng Phạn: विमलकीर्ति, Vimalakīrti), một cư sĩ giàu có, sống cuộc đời thế tục nhưng vẫn đi trên con đường Bồ Tát. Nhờ kinh này mà người ta có thể xem cư sĩ và tăng sĩ có một mục đích như nhau trên đường tiến đến giác ngộ.
Điều may mắn hiếm có là Phạn bản của kinh này - được cho là thất truyền từ bao nhiêu thế kỉ - đã được Giáo sư Takahashi Hisao (Cao Kiều Thượng Phu) phát hiện ngày 30 tháng 6 năm 1999, trong khi ông cùng nhóm nghiên cứu đang sưu tầm thư tịch trong thư viện của cung điện Potala, kinh đô Lhasa, Tây Tạng. Sau hơn bốn năm nghiên cứu và ký âm la-tinh, bản này được nhóm Nghiên cứu Văn học Phật giáo Sanskrit, Viện Đại học Taisho, Tokyo (大正大學總合佛教研究所—梵語佛典研究會) phát hành tháng 3 năm 2004. Chất lượng văn bản khá tốt mặc dù còn nhiều lỗi ghi chép, cần được chỉnh lại trước khi dịch. Tuy nhiên, việc cho ra một bản khảo cứu vẫn còn là một điều đáp ứng được, đòi hỏi một công trình nghiên cứu, đối chiếu phục hồi văn bản hẳn hoi.
Có ba bản chữ Hán còn được lưu lại trong Đại Chính Tân tu Đại tạng kinh:
1. Phật thuyết Duy-ma-cật kinh (zh. 佛說維摩詰經), Taishō No. 474, 2 quyển, Chi Khiêm (zh. 支謙) dịch đầu thế kỉ thứ 3.
2. Duy-ma-cật sở thuyết kinh (zh. 維摩詰所說經), Taishō No. 475, 3 quyển, Cưu-ma-la-thập (zh. 鳩摩羅什, sa. kumārajīva) dịch đầu thế kỉ thứ 5.
3. Thuyết Vô Cấu Xưng kinh (zh. 說無垢稱經), Taishō No. 476, 6 quyển, Huyền Trang (zh. 玄奘) dịch giữa thế kỉ thứ 7.

Bản Tạng văn mang tựa འཕགས་པ་དྲི་མ་མེད་པར་གྲགས་པས་བསྟན་པ་ཞེས་བྱ་བ་ཐེག་པ་ཆེན་པོའི་མདོ། ´phags pa dri ma med par grags pas bstan pa zhes bya ba theg pa chen po`i mdo. Chos nyid tshul khrims (sa. dharmatāśīla) dịch cuối thế kỷ 8. Bản Tạng văn này được xem là giống bản gốc Phạn nhiều nhất. Bản gốc Phạn và bản dịch Tạng có 12 chương, trong khi ba bản Hán có 14 chương. Tên các chương của bản Phạn và Tạng gần như giống nhau hoàn toàn.
Ngoài các bản dịch Hán, Tạng nói trên còn nhiều bản dịch sang tiếng Anh, Pháp, Đức quan trọng khác; được dịch từ các bản dịch Hán, Tạng nêu trên. Đáng kể nhất phải nói là bản dịch tiếng Pháp của Étienne Lamotte: L'Enseignement de Vimalakīrti (Vimalakīrtinirdeśa), Louvain, 1962.
Trong các bản dịch tiếng Việt thì bản của Hòa thượng Thích Tuệ Sỹ chỉnh hơn hết. Hòa thượng dịch từ bản của Cưu-ma-la-thập, nhưng đối chiếu với hai bản Hán còn lại, thêm vào đó so với bản Phạn cũng như những bản chú giải căn bản của Khuy Cơ, Tăng Triệu, Cát Tạng, v.v...

## Tư tưởng chủ đạo
Khung cảnh của kinh này thuật lại hoàn cảnh Duy-ma-cật đang lâm bệnh tại nhà. Bệnh của ông được hiểu như một sự khéo léo trong lúc áp dụng phương tiện (sa. upāyakauśalya) dạy người. Phật cử nhiều đại đệ tử đi đến nhà ông hỏi thăm nhưng tất cả đều khước từ. Cách hiểu sai lầm của họ về giáo lý đã được Duy-ma-cật chỉnh lại và vì thế họ hổ thẹn, không dám đại diện Phật đến hỏi thăm. Giáo lý của kinh này được trình bày rõ nhất trong chương thứ ba. Bài dạy cho Xá-lợi-phất ngay đầu chương đã đưa ngay lập trường của thiền Đại thừa, đặc biệt là Thiền như Thiền tông chủ trương.
Trong chương thứ tư, khi được Văn-thù hỏi thăm vì sao bệnh và thế nào thì hết được, Duy-ma-cật nhân đây giảng rõ về đạo hạnh của một vị Bồ Tát cho tất cả cùng nghe.
Quan niệm trọng yếu của kinh này là tính không (sa. śūnyatā) của tất cả các pháp. Trong tính không này thì cả Hữu lẫn Vô đều được hợp nhất. Bất nhị (sa. advaya) là nền tảng của giáo lý trong kinh này thế nhưng, bất nhị rất khó diễn bày. Ba mươi hai vị Bồ Tát (chương 8) đều không trình bày nổi. Ngay cả Bồ Tát Văn-thù-sư-lợi (sa. mañjuśrī) - hiện thân của trí huệ siêu việt - cũng không giải thích nổi bởi vì ngôn ngữ không thể diễn bày Pháp môn bất nhị này. Chỉ có Duy-ma-cật giãi bày bằng sự im lặng, một sự im lặng sấm sét (mặc như lôi 默如雷). Im lặng ở đây không phải là không hiểu, không diễn bày mà chính là ngôn ngữ tuyệt đỉnh, ngôn ngữ duy nhất có thể trình bày cái Bất khả tư nghị (sa. acintya).
Ngoài ra, kinh này còn minh họa rất sinh động cách sống của người Phật tử để nhắm đến giải thoát và cách áp dụng tri kiến về tính không trong cuộc sống hàng ngày, được Phật tử tại Đông Á, Đông Nam Á rất ưa chuộng và tụng đọc. Rất nhiều bài luận chú được viết và nổi tiếng nhất là: Chú Duy-ma (zh. 注維摩) của Tăng Triệu, 10 quyển; Duy-ma kinh huyền sớ (zh. 維摩經玄疏) của Trí Khải, 6 quyển; Duy-ma kinh nghĩa sớ zh. 維摩經義疏 của Cát Tạng. Tại Nhật, Thánh Đức Thái tử (zh. 聖德太子, 574-662) đã viết một bài luận quan trọng về kinh này dưới tên Duy-ma kinh nghĩa sớ (zh. 維摩經義疏). Ông dùng bản dịch của Cưu-ma-la-thập và có lẽ vì vậy, bản dịch này được sử dụng nhiều hơn hết tại Đông Á.

## Tóm tắt nội dung 12 chương bản tiếng Phạn
Ghi chú: Số bên trong ngoặc () là số chương của ba bản tiếng Hán.

### Chương I
Sự kiện xảy ra tại rừng Am-la-vệ (sa. āmrapālīvana), nơi Phật Thích-ca Mâu-ni thuyết pháp cho Pháp hội với rất nhiều Thanh Văn, Bồ Tát và chư thiên tham dự. Một đồng tử với tên Bảo Tích (sa. ratnākara) cùng với 500 đồng tử thuộc dòng tộc Li-thiếp-tì (sa. licchavi) đến dự pháp hội, tán thán Phật qua một bài kệ khá dài được ghi lại dưới dạng tiếng Phạn lai (hybrid Sanskrit). Sau đó, Phật giải thích thế nào là sự thanh tịnh của Phật độ và sự thanh tịnh tâm của một vị Bồ Tát. Cuối cùng, Phật xua tan hoài nghi của Xá-lợi-phất và những vị khác, nói lý do vì sao thế giới này không thanh tịnh mặc dù Phật xuất hiện, và sau đó, ngài thi triển thần thông để pháp hội có thể chứng kiến được điều này.

### Chương II
Cảnh tượng được chuyển đến nhà một vị cư sĩ với tên Duy-ma-cật. Cư sĩ không rời nhà được vì thụ bệnh. Những nhân vật quan trọng trong thành phố Quảng Nghiêm đều đến thăm ông và nhân dịp này, ông ta trình bày cho họ những khuyết điểm của thân thể, đặc điểm của thân Phật và vì sao ta nên gắng sức tu tập để đạt được thân Phật.

### Chương III (III & IV)
Duy-ma-cật suy tư tại sao Phật không gửi ai đến hỏi bệnh an ủi. Phật Thích-ca, lúc này vẫn còn trú tại rừng Am-la-vệ, biết ý của ông, lần lượt yêu cầu 10 đại đệ tử: Xá-lợi-phất, Ma-ha Mục-kiền-liên, Ma-ha-ca-diếp, Tu-bồ-đề, Phú-lâu-na, Ca-chiên-diên, A-na-luật, Ưu-ba-li, La-hầu-la và A-nan-đà đến thăm và hỏi bệnh Duy-ma-cật. Tuy nhiên, tất cả những vị này đều từ chối đi thăm với lý do là đã bàn luận với ông và hổ thẹn vì không đủ khả năng đối đầu tài biện luận của vị cư sĩ này. Và cũng như vậy, bốn vị Bồ Tát Di-lặc (sa. maitreya), Quang Nghiêm (sa. prabhāvyūha), Trì Thế (sa. jagatindhara) và Tô-đạt-đa (sa. sudatta) đều khước từ đi thăm.
Chương này được ba bản Hán phân làm hai chương, tức là III và IV với phần thứ nhất miêu tả hoàn cảnh của mười đại đệ tử hàng Thanh Văn và phần hai bao gồm cuộc nói chuyện với bốn vị Bồ Tát.

### Chương IV (V)
Cuối cùng, Bồ Tát Văn-thù-sư-lợi chấp nhận yêu cầu của Phật. Khung cảnh được chuyển về nhà của cư sĩ Duy-ma-cật, một căn phòng nhỏ bé nhưng có thể dung nạp vô số người viếng thăm. Nơi đây, cuộc đàm thoại giữa Văn-thù-sư-lợi và Duy-ma-cật bắt đầu. Rất nhiều Bồ Tát, thiên, nhân và vô số chúng sinh khác đến nghe cuộc đàm thoại vô song giữa hai người được tán thán là trí huệ đệ nhất. Các đề tài được đàm luận ở đây là tính không (sa. śūnyatā), một cái nhìn phân tích sâu sắc về bệnh tình của Duy-ma-cật và lĩnh vực hoạt động (sa. gocara) của một Bồ Tát.

### Chương V (VI)
Xá-lợi-phất suy nghĩ là pháp hội lớn như thế làm sao có chỗ ngồi trong căn phòng nhỏ. Duy-ma-cật biết ý khuyên tôn giả Xá-lợi-phất không nên tìm chỗ ngồi mà phát tâm cầu pháp, và sau đó ông ta giải thích ý nghĩa của việc cầu pháp này. Pháp hội ngồi trên những toà sư tử to lớn, được Như Lai Tu-di Đăng Vương (sa. merupradīparāja) ở cõi Tu-di tướng (sa. merudhvāja) gửi đến. Sau đó, Duy-ma-cật diễn giảng sự giải thoát bất khả tư nghị (sa. acintyavimokṣa) cho các vị Như Lai và Bồ Tát.

### Chương VI (VII)
Cuộc luận đàm giữa Văn-thù-sư-lợi và Duy-ma-cật được tiếp nối và lần này, những điểm quan trọng dành cho một Bồ Tát được đề cập đến. Ví dụ như Duy-ma-cật giải một trường hợp nghịch lý là Bồ Tát một mặt xem chúng sinh không thật hiện hữu, nhưng mặt khác vẫn phát triển lòng đại bi (sa. mahāmaitrī) dành cho chúng sinh. Sau đó, một thiên nữ (sa. devatā) xuất hiện và bắt đầu một luận đàm nghịch lý với Xá-lợi-phất với nội dung nhấn mạnh bản chất ưu việt của Đại thừa. Sau khi giảng tám điều huyền diệu nơi nhà Duy-ma-cật, thiên nữ thi triển thần thông, hoán chuyển hình tướng giữa chính mình với Xá-lợi-phất để làm tôn giả tin vào tính phi nam phi nữ của các pháp. Cuối cùng, Duy-ma-cật cho biết thiên nữ này trước đây đã phụng sự nhiều vị Phật nên giờ đây đạt được những năng lực siêu nhiên, thi triển thần thông một cách ung dung tự tại (sa. abhijñājñānavikrīḍita).

### Chương VII (VIII)
Cuộc đàm luận giữa Văn-thù-sư-lợi và Duy-ma-cật được tiếp nối và bây giờ, Duy-ma-cật giảng thế nào là theo Phật đạo mặc dù không trực tiếp đi trên đường này, cũng như giảng thế nào là chủng tính Như Lai. Thêm vào đó, ông còn dùng bài kệ được ghi lại bằng tiếng Phạn lai (hybrid Sanskrit) để ứng đáp vị Bồ Tát tên Hiện Nhất Thiết Sắc Thân (sa. sarvarūpasaṃdarśana).

### Chương VIII (IX)
Theo lời yêu cầu của Duy-ma-cật, ba mươi mốt vị Bồ Tát trình bày quan điểm của mình về pháp môn bất nhị. Khi Văn-thù-sư-lợi trình bày quan điểm của mình và yêu cầu Duy-ma-cật trình bày kiến giải, ông ta chỉ lặng thinh.

### Chương IX (X)
Xá-lợi-phất nghĩ đến giờ ăn và thức ăn cho các vị trong hội. Duy-ma-cật biết ý, hiện thần thông cho đại chúng thấy cảnh ẩm thực ở Phật độ Nhất Thiết Diệu Hương (sa. sarvagandhasugandha) của Phật Tối Thượng Hương Đài (sa. gandhottamakūṭa). Duy-ma-cật dùng thần lực tạo một vị Bồ Tát uy nghiêm, bảo vị này đến Phật độ kia khất thực. Vị Bồ Tát này trở về bát khất thực đầy thức ăn và được 90.000 Bồ Tát hộ tòng. Duy-ma-cật trao đổi ý kiến với các vị Bồ Tát từ cõi Nhất Thiết Diệu Hương về cách dạy của Phật Tối Thượng Hương Đài và của Phật Thích-ca Mâu-ni.

### Chương X (XI)
Sự việc lại chuyển đến khu rừng Am-la-vệ tại thành Quảng Nghiêm. Toàn pháp hội tại nhà Duy-ma-cật được chuyển đến rừng Am-la-vệ, ngay trước mặt Phật Thích-ca. Sau khi hỏi Duy-ma-cật, A-nan-đà bạch Phật rằng thức ăn tại nhà Duy-ma-cật có cùng hiệu quả như hiệu quả của Phật (sa. buddakṛtya). Phật Thích-ca đồng ý và thuyết một bài pháp tên Ngộ nhập nhất thiết Phật pháp pháp môn (sa. sarvabuddhadharmapraveśa), giải thích những điểm sau: những điểm dị biệt và giống nhau của Phật độ, tính bình đẳng và bất khả tư nghị của Phật, tính chất siêu việt của các vị Bồ Tát so với hàng Thanh Văn. Thể theo yêu cầu của các vị Bồ Tát từ Phật độ Nhất Thiết Diệu Hương (sa. sarvagandhasugandha), Phật Thích-ca giảng thêm pháp môn Tận vô tận vô ngại giải thoát pháp môn (sa. kṣayākṣayo nāma vimokṣaḥ). Các vị Bồ Tát nghe bài thuyết pháp (sa. dharmaparyāya) xong hoan hỉ trở về Phật độ của họ.

### Chương XI (XII)
Được Phật hỏi quán Như Lai như thế nào, Duy-ma-cật trình bày cách quán Như Lai, tức là quán thân Như Lai như thể không hiện hữu. Xá-lợi-phất trao đổi vài lời với Duy-ma-cật và sau đó, Phật cho Xá-lợi-phất biết rằng Duy-ma-cật đến từ cõi Diệu Hỉ (sa. abhirati) của Phật Bất Động (sa. akṣobhya). Biết pháp hội muốn chứng kiến cõi Diệu Hỉ, Phật Thích-ca yêu cầu Duy-ma-cật chỉ cho họ. Duy-ma-cật liền dùng thần thông nắm lấy cõi Diệu Hỉ bằng bàn tay mặt mang đến cho pháp hội xem. Sau khi thụ ký là những người trong pháp hội sẽ tái sinh tại Phật độ Diệu Hỉ này, Duy-ma-cật mang Phật độ Diệu Hỉ đưa về chỗ cũ. Sau đó, Phật Thích-ca nhấn mạnh đến công đức đạt được khi bảo trì bài kinh (sa. dharmaparyāya) này.

### Chương XII (XIII & XIV)
Đế Thích thiên (sa. śakra) hứa sẽ bảo hộ kinh và những ai thụ trì đọc tụng kinh này. Phật tán thán và kể lại mẩu truyện của Chuyển luân thánh vương tên Bảo Cái (sa. ratnacchattra) và các người con trai của ông, nói về việc cúng dường pháp (sa. dharmapūjā). Sau đó, Phật phó chúc pháp vô thượng chính đẳng chính giác cho Bồ Tát Di-lặc và cuối cùng, A-nan-đà được Phật yêu cầu thụ trì và truyền bá kinh này rộng rãi.